# Мур, Кевин
Кевин Мур (англ. Kevin Moore) — американский клавишник, композитор, вокалист и продюсер, бывший участник американской прог-метал-группы Dream Theater, создатель проекта под названием Chroma Key, один из создателей и участник супергруппы Office of Strategic Influence, автор музыки для нескольких фильмов.

## Биография

### Ранние годы жизни
Кевин родился на Лонг-Айленде, Нью-Йорк и начал учиться играть на фортепиано в возрасте шести лет. В 12 лет он написал первую музыкальную композицию. Окончив школу в 1985, Мур поступил в Государственный Университет Нью-Йорка и Фредонии, где изучал классическую музыку. В том же году Мур был приглашен старым школьным другом Джоном Петруччи в качестве клавишника в группу, которая тогда ещё называлась Majesty, и, решив сконцентрироваться на музыкальной деятельности в Majesty, Кэвин прекратил учёбу. В 1986 году группа была переименована в Dream Theater.

### Dream Theater
Дебютный альбом Dream Theater вышел в 1989 году и назывался When Dream and Day Unite. Этот релиз не принес коллективу широкой известности, и, по словам Майка Портного, они так же продолжали репетировать и писать песни в подвале, как и до выхода дебютного альбома. Ситуация резко изменилась с выходом в 1992 году Images and Words, содержавшего хит, который, будучи выпущенным в качестве сингла, занял самые высокие позиции в чартах из всех синглов, когда-либо выпущенных Dream Theater. Эта композиция — «Pull Me Under» (текст для которой написал Мур) заняла #10 в разделе мейнстримовых рок-композиций журнала Billboard. Единственная композиция на альбоме, полностью написанная Кевином — «Wait for Sleep». В поддержку альбома последовало турне с весьма плотным графиком, по результатам которого был издан концертный альбом Live at the Marquee, а также концертное видео Images and Words: Live In Tokyo.
В 1994 году выходит Awake. На данный момент это альбом, занявший самые высокие позиции в чарте Billboard (#32) из всех альбомов, в создании которых участвовал Кевин Мур. Композиция «Space-Dye Vest» полностью написана Кевином.
Когда микширование альбома подходило к концу, Кевин заявил, что хотел бы покинуть Dream Theater. По словам Майка Портного, Мур отдалился от остальных участников команды ещё в процессе работы над альбомом и стал более заинтересован в творческой независимости, чем в написании музыки в составе группы. С тех пор Dream Theater несколько раз приглашали Кевина поучаствовать в реюнион-концертах но он всегда отвечал, что предпочитает двигаться вперед вместо того, чтобы оглядываться назад. Он отказался и от участия в официальном биографическом фильме о Dream Theater под названием Lifting Shadows
В составе Dream Theater Кевин написал тексты для песен для каждого альбома, в записи которого участвовал, некоторых би-сайдов и демо. На When Dream and Day Unite он написал «Light Fuse and Get Away» и «Only a Matter of Time». На Images and Words, помимо вышеуказанных «Pull Me Under» и «Wait for Sleep», он написал текст для «Surrounded» и частично для «Take the Time.» На альбоме Awake — для «6:00», «Lie» и уже упомянутой «Space-Dye Vest».

### Chroma Key (Санта-Фе, Лос-Анджелес и Стамбул)
Покинув Dream Theater, Кевин переехал в Санта-Фе и приступил к созданию музыки для первого сольного альбома. Первым результатом стало демо под названием Music Meant to Be Heard, при создании которого Кевин использовал части множественных интервью, взятых им у различных незнакомцев, встреченных им во время поездок по США. Большинство песен с этого демо были впоследствии выпущены в 1999 году ограниченным тиражом на CD под названием This is a Recording.
В 1998 году вышел первый сольный альбом Мура под именем Chroma Key Dead Air For Radios на ими же созданном лейбле Fight Evil Records. В записи принимали участие Марк Зондер и Джоуи Вира.
В 2000 году Кевин переезжает в Лос-Анджелес, где записывает следующий альбом Chroma Key You Go Now. На короткое время Мур поступил в Калифорнийский Институт Искусств, где снял малоизвестный документальный фильм под названием Octember Revolution. Затем он переехал в Коста-Рику (где прожил 3 года), где работал на столичной радиостанции Radio For Peace International, делая радиопередачу, выходившую раз в две недели. Части этих радиопередач, а также части звукового сопровождения передач с кабельного телевидения и части евангелистских аудиопередач и материалов были использованы Кевином при создании альбома, выпущенного им под своим именем в 2004 году и носящим название Memory Hole 1. Альбом распространяется исключительно через официальный сайт Chroma Key. Купивший его получает, помимо MP3 файлов, электронный вариант обложки в формате PDF и сопроводительные комментарии к отдельным трекам и к альбому в целом.
В 2004 году старый друг Кевина, тоже некогда студент Калифорнийского института искусств, а также соавтор Memory Hole 1, Терон Паттерсон, делавший свою радиопередачу в Стамбуле, пригласил Мура приехать в гости и поучаствовать в создании этой радиопередачи. Немного времени спустя Кевин переехал в Стамбул и вместе с Паттерсоном стал работать над материалом для еженедельного радио-шоу Music Lab.
Идеи для нового альбом Chroma Key Кевин начал записывать ещё живя в Коста-Рике. Получив в Стамбуле опыт написания музыки для кинематографа, Кевин решил использовать схожий подход для своего следующего альбома:
Вместо того, чтобы просто придумывать идеи для песен из ниоткуда и пытаться заставить их как-то соотноситься друг с другом, я подумал, что могу найти старый фильм, который уже имеет определённые настроение и структуру, а потом просто позволить этому фильму диктовать мне темы для песен, их структуру и даже длительность. Случайно я нашел это сокровище - 'Age 13' в публичном кинематографическом интернет-архиве.
Один из многих социально-назидательных фильмов, снятых в 50-е и середине 60-х для школ и полицейских участков, Age 13 оказался подходящей площадкой для музыкальных изысканий Кевина. Сюжет фильма — странная сюрреалистическая история про мальчика, чья мать умерла и которому начинает казаться, что если он сможет починить радио, которое она всегда слушала, ему каким-то образом удастся вернуть и её. Оригинальная плёнка фильма уже подверглась различным процессам химического разрушения и старения. Кевин:
Тема и видеоряд фильма действительно очень подошли к музыке, которую я обычно пишу, и я понял в тот самый момент, когда увидел первую сцену - сцену похорон - что я хочу проникнуть внутрь этих образов и играть музыку для них.
Кевин снизил скорость фильма в два раза, убрал звуковой ряд и написал свой собственный, сквозь который изредка пробиваются диалоги героев или части оригинального саундтрека, что и являет собой вышедший в 2004 году альбом Graveyard Mountain Home, который, тем не менее, являет собой вполне самостоятельное произведение искусства и без видеоряда. Музыкально альбом может напомнить как Nine Horses, так и Tortoise или Muslimgauze, содержит элементы эмбиента и даже дроуна. Стандартный CD-релиз содержит фильм с саундтреком Кевина в формате Quicktime. Ограниченным тиражом вышло издание, содержащее, помимо CD, ещё DVD с фильмом.

### Сотрудничество с Джимом Матеосом (Fates Warning, O.S.I.)
Впервые Кевин Мур сотрудничал с Джимом Матеосом как приглашённый клавишник на альбоме Fates Warning 1989 года Perfect Symmetry. На альбоме Fates Warning 1997 года A Pleasant Shade of Gray Кевин играл на фортепиано и клавишных, однако в написании материала не участвовал, так как не только всю музыку и тексты, но и партии всех инструментов написал Джим. В качестве сессионного музыка Кевин участвовал и в записи ещё одного альбома Fates Warning — Disconnected, который вышел в 2000 году.
Кевин Мур появляется на DVD Fates Warning Live in Athens 2005 года. Он (будучи одет, помимо всего прочего, в оранжевые штаны)
присоединяется к группе на сцене афинского клуба «Gagarin», и в таком составе Fates Warning исполняют композицию «Still Remains». На этом DVD так же содержатся кадры саундчека и репетиции в Афинах, на которых так же можно видеть Кевина.
В 2003 году Джим Матеос пригласил Кевина поучаствовать в новом проекте, названном O.S.I., в качестве соавтора материала. На первом альбоме проекта, получившего название Office of Strategic Influence и вышедшем в 2003 году, в качестве приглашённых музыкантов участвовали Шон Малоун (на стике), Стивен Уилсон (вокальные партии на двух треках) и Майк Портной. Мур и Портной работали вместе впервые за 9 лет.
Второй альбом проекта — Free — вышел 21 апреля 2006 года. На нём Шона Малоуна сменил Джоуи Вира, на барабанах снова играл Портной, других приглашённых музыкантов в записи не участвовало. На втором все тексты написаны Муром (в отличие от первого, где их писал и Матеос). Позже, 24 октября 2006 года был выпущен мини-альбом Re:free, содержащий ремиксы на 4 композиции с альбома Free (3 из них сделаны Кевином, один — Мартином Грэтшманом, под именем Console), а также клип на песню «Free».
В 2008 году Кевин переехал обратно в США, где начал работу над новым альбомом OSI. 5 сентября 2008 года на официальном сайте Chroma Key появилось следующее сообщение:
Уже несколько месяцев я работаю вместе с Джимом над третьим альбомом OSI, медленно, но верно. Гэвин Харрисон (Porcupine Tree) играет на барабанах на новом альбоме - он уже записал свои партии и звучат они превосходно. Вместе с гитарой, Джим играет и на басу в этот раз. Я все ещё отвечаю за вокал, но возможно приглашу для этого кого-нибудь ещё.
В итоге в качестве гостя-вокалиста на одну композицию основного альбома был приглашен швед Микаэль Окерфельдт (лидер Opeth), а на бонусном CD в одном из трёх треков поёт Тим Баунесс. Альбом, вышедший 27го апреля в Европе и 19го мая в Америке получил название «Blood».

### Саундтреки
Переехав в 2004 году в Стамбул, Мур написал саундтрек к первому в турецком кинематографе комедийному фильму ужасов — Okul («Школа»), режиссёром которого является Синан Четин. Саундтрек был выпущен в 2004 году на CD в качестве альбома под названием Ghost Book. Название для альбома позаимствовано у книги «Ghost Book» турецкого автора Dogu Yucel, по мотивам которой и снят фильм. Альбом содержит трек, впоследствии включённый в Graveyard Mountain Home — «Sad Sad Movie» — и вариации на тему этого трека.
В 2006 году Кевин написал музыку для другого фильма ужасов Синара Четина — Küçük Kiyamet («Маленький Апокалипсис»). На этот раз саундтрек в качестве альбома издан не был.

### Другая деятельность
Турецкие новости MTV 3 апреля 2007 года сообщили, что Кевин Мур официально занялся пре-продюсированием и продюсированием турецкого коллектива Makine, играющего индастриал-рок. Коллектив базируется в Измире, и Мур на некоторое время переехал туда. Однако он поработал c Makine только на этапе пре-продюсирования, так как переехал в США для создания третьего альбома
O.S.I. и теперь снова живёт там. В связи с этим выпуск дебютного альбома Makine постоянно откладывается.

## Дискография

### Альбомы, синглы и компиляции
- в составе Dream Theater:
  - When Dream and Day Unite (1989)
  - Images and Words (1992)
  - Another Day (1992, сингл)
  - Lie (1994, сингл)
  - The Silent Man (1994, сингл)
  - Live at the Marquee (1993)
  - Images and Words: Live in Tokyo (1993)
  - Awake (1994)
  - The Majesty Demos 1985—1986 (2003, официальный бутлег)
  - When Dream and Day Unite Demos 1987—1989 (2004, официальный бутлег)
  - Images and Words Demos 1989—1991 (2005, официальный бутлег)
  - Awake Demos 1994 (2006, официальный бутлег)
  - New York City 3/4/93 (2007, концерт, официальный бутлег)
  - Greatest Hit (...and 21 Other Pretty Cool Songs) (2008, компиляция)
- под именем Chroma Key:
  - Dead Air for Radios (1998)
  - Colorblind (1999, сингл)
  - You Go Now (2000)
  - Graveyard Mountain Home (2004)
- под своим именем:
  - This is a Recording (1999)
  - Memory Hole 1 (2004)
  - Ghost Book (2004, саундтрек к фильму Okul)
- в составе OSI:
  - Office of Strategic Influence (2003)
  - Free (2006)
  - re: free (2006, EP)
  - Blood (2009)
  - Fire Make Thunder (2012)
- в качестве приглашённого музыканта Fates Warning:
  - Perfect Symmetry (1989)
  - A Pleasant Shade of Gray (1997)
  - Disconnected (2000)
- в качестве приглашённого музыканта группы Кена Эндрюса ON
  - Make Believe (2000)

### DVD и VHS релизы
- в составе Dream Theater:
  - Images and Words: Live in Tokyo (1993, VHS)
  - 5 Years in a LIVEtime (1998, VHS)
- в качестве приглашённого музыканта Fates Warning:
  - Live in Athens (2005, DVD)

### Видеоклипы
- в составе Dream Theater:
  - «Pull Me Under» (1992, режиссёр Дэвид Рот)
  - «Another Day» (1992, режиссёр Роджер Санчес)
  - «Take the Time» (1992, режиссёр Крис Пэйнтер)